# Brassocattleya Turambeat
Brassocattleya Turambeat é uma orquídea híbrida entre os gêneros Brassavola e Cattleya e as espécies Bc. Turandot x Lc. Drumbeat criada pelo orquidicultor Sérgio Barani. O híbrido foi registrado na Royal Horticultural Society (RHS) em 1999.